# Oleg Witaljewitsch Budnizki

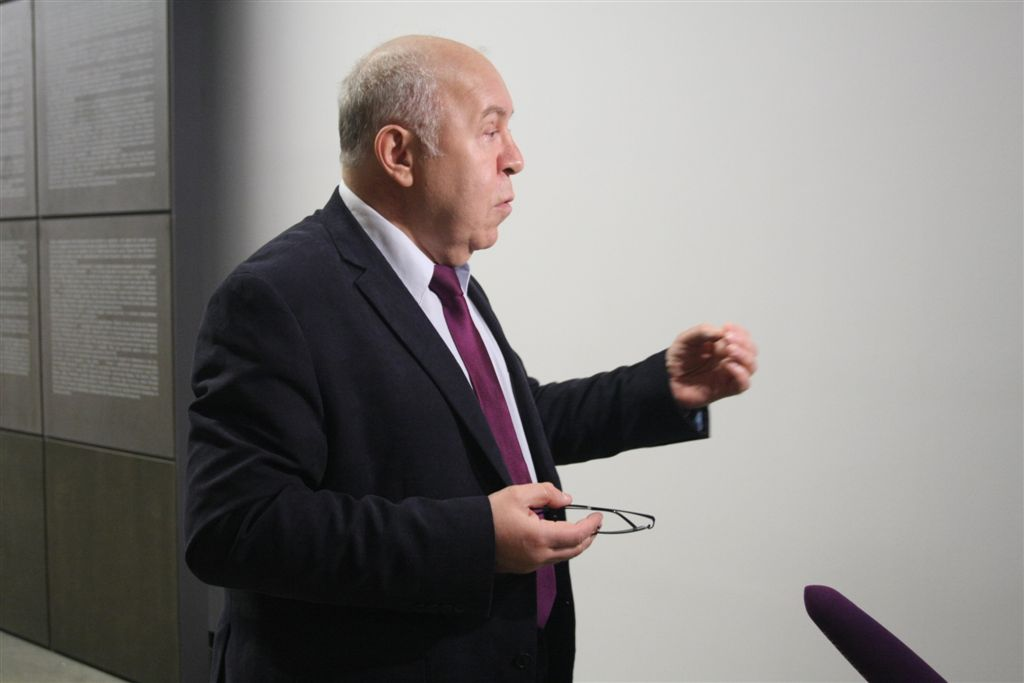
Oleg Budnizki (2015)

Oleg Witaljewitsch Budnizki (russisch Оле́г Вита́льевич Будни́цкий, wiss. Transliteration Oleg Vitaljevič Budnizkij, * 27. Mai 1954 in Moskau UdSSR) ist ein russischer Historiker und Hochschullehrer. Er ist spezialisiert auf die russische Geschichte des 19./Beginn des 20. Jh., Forscher auf dem Gebiet der jüdischen Geschichte und des Holocaust, Buchautor, Verfasser von populärwissenschaftlichen Werken. Er ist tätig als Publizist und Popularisator, Auftritte als Moderator und Teilnehmer in Fernseh- und Rundfunkprogrammen.

## Leben
1976 war sein Erwerb eines Studienabschlusses an der Pädagogischen Hochschule Rostow-am-Don in der Fachrichtung „Geschichte“. Im Jahr 1988 erfolgte die Beendigung eines Doktorandenstudiums am Institut für Geschichte der UdSSR der Akademie der Wissenschaften der UdSSR. 1989 war die Promotion, 1998 die Habilitation. Budnizki war wissenschaftlicher Mitarbeiter am Institut für russische Geschichte der Russischen Akademie der Wissenschaften, Professor an der Fakultät für Geschichte der Hochschule für Wirtschaft, Direktor des Internationalen Zentrums für Geschichte und Soziologie des Zweiten Weltkrieges und dessen Folgen am Forschungsinstitut der Hochschule für Wirtschaft, Direktor des Internationalen Forschungszentrums des russischen und osteuropäischen Judentums, Chefredakteur der Jahreszeitschrift „Archiv der jüdischen Geschichte“, Redakteur (gemeinsam mit Prof. Terence Emmons, Universität Stanford) der Publikationsreihe „Russische Schätze des Hoover Towers“, herausgegeben vom Verlag ROSSPEN und dem Verlag der Hoover Institution, Mitglied des Redaktionskollegiums der Zeitschriften „Russische Geschichte“, „Kritik: Explorations in Russian and Eurasian History“, „East European Jewish Affairs“, „Jews in Russia and Eastern Europe“.
2012 wurde er zum ordentlichen Mitglied der Academia Europaea gewählt.

## Buchpublikation
- «Кровь по совести». Терроризм в России: Документы и биографии., Verlag РГПУ им. Герцена, 1994, Sankt Petersburg, Russland. ISBN 978-5-8480-0052-8.
- Женщины-террористки России. Бескорыстные убийцы, Verlag Феникс 1996, Rostow-am-Don, Russland. ISBN 978-5-85880-187-0.
- Революционный радикализм в России: век девятнадцатый, Verlag Археографический центр 1997, Gruppe der Autoren. Moskau, Russland. ISBN 5-080-86169-4
- Исторические силуэты. Александр Кизеветтер, Verlag Феникс 1997, herausgegeben und kommentiert von Oleg Budnizkij. Rostow-am-Don, Russland. ISBN 978-5-85880-351-5.
- Евреи и русская революция, Verlag Гешарим / Мосты культуры 1998, Moskau, Russland. ISBN 978-5-89527-014-1.
- Терроризм в российском освободительном движении: идеология, этика, психология (вторая половина XIX — начало XX в.), Verlag Rosspen 2000, Moskau, Russland. ISBN 978-5-8243-0118-2.
- История терроризма в России в документах, биографиях, исследованиях, Verlag Феникс 2001, Rostow-am-Don, Russland. ISBN 978-5-85880-137-5.
- Российские либералы, Verlag Rosspen 2001, Gruppe der Autoren. Moskau, Russland. ISBN 978-5-8243-0237-0.
- "Совершенно лично и доверительно!". Б. А. Бахметев – В. А. Маклаков. Переписка. 1919–1951. Август 1919 – сентябрь 1921, in 3 Bänden, 1. Band, Verlag Rosspen 2001, Moskau, Russland. ISBN 5-8243-0168-9, ISBN 978-5-8243-0189-2.
- Российский сионизм: история и культура, Verlag Дом еврейской книги 2002, Gruppe der Autoren. Moskau, Russland. ISBN 978-5-93273-115-4.
- "Совершенно лично и доверительно!". Б. А. Бахметев – В. А. Маклаков. Переписка. 1919–1951. Сентябрь 1921 – май 1923, in 3 Bänden, 2. Band, Verlag Rosspen 2002, Moskau, Russland. ISBN 5-8243-0168-9, ISBN 978-5-8243-0246-2.
- "Совершенно лично и доверительно!". Б.А.Бахметев – В.А.Маклаков. Переписка. 1919–1951. Июнь 1923 – февраль 1951, in 3 Bänden, 3. Band, Verlag Rosspen 2002, Moskau, Russland. ISBN 5-8243-0315-0, ISBN 978-5-8243-0168-7.
- Терроризм в российском освободительном движении, Verlag Rosspen 2002, Moskau, Russland. 978-5-82430118-2.
- Россия и российская эмиграция в воспоминаниях и дневниках. Аннотированный указатель книг, журнальных и газетных публикаций, изданных за рубежом в 1917–1991 гг., in 4 Bände; Verlag Rosspen 2003—2006, Gruppe der Autoren, Moskau, Russland. ISBN 978-5-8243-0388-9.
- Исторические записки Ausgabe 7 (125), Verlag Наука 2004, Gruppe der Autoren. Moskau, Russland. ISBN 978-5-02-009859-6.
- Russian and East European Books and Manuscripts in the United States: Proceedings of a Conference in Honor of the Fiftieth Anniversary of the bakhmeteff Archive of Russian and East European History and Culture, Haworth Press 2004, Gruppe der Autoren. Philadelphia, Pennsylvania, USA. ISBN 978-0-7890-2405-3.
- Российский либерализм: идеи и люди, Verlag Новое издательство 2004, Gruppe der Autoren. Moskau, Russland. ISBN 978-5-98379-017-9.
- Российские евреи между красными и белыми (1917—1920), Verlag Rosspen 2005, Moskau, Russland. ISBN 978-5-8243-0666-8.
- Михаил Рабинович. Записки советского интеллектуала, herausgegeben und kommentiert von Oleg Budnizkij. Verlag Новое литературное обозрение 2005, Moskau, Russland. ISBN 978-5-86793-054-7.
- Мировой кризис 1914—1920 годов и судьба восточноевропейского еврейства, Verlag Rosspen 2005, Gruppe der Autoren. Moskau, Russland. ISBN 978-5-8243-0733-7.
- Русско-еврейская культура, Verlag Rosspen 2006, Moskau, Russland. ISBN 978-5-8243-0806-8.
- История и культура российского и восточноевропейского еврейства: новые источники, новые подходы, Verlag Дом еврейской книги 2006, Gruppe der Autoren. Moskau, Russland. ISBN 978-5-98370-017-8.
- Западные окраины Российской империи, Verlag Новое литературное обозрение 2007, Gruppe der Autoren. Moskau, Russland. ISBN 978-5-86793-553-5.
- Revolution, Repression, and Revival: The Soviet Jewish Experience: The Experience of Jews in the Former Soviet Union, Rowman & Littlefield Publishers 2007, Maryland, USA. ISBN 978-0-7425-5817-5.
- История российского зарубежья. Эмиграция из СССР-России. 1941—2001 гг.: Сборник статей Verlag Институт российской истории РАН 2007. Gruppe der Autoren. ISBN 978-5-8055-0180-8.
- Деньги русской эмиграции: Колчаковское золото. 1918—1957, Verlag Новое литературное обозрение, 2008, Moskau, Russland. ISBN 978-5-86793-639-6.
- Еврейская эмиграция из России. 1881—2005, Verlag Rosspen 2008, Gruppe der Autoren, Moskau, Russland. ISBN 978-5-8243-0959-1.
- Периодическая печать российской эмиграции. 1920–2000. Сборник статей, Verlag Институт российской истории РАН 2009, Gruppe der Autoren. Moskau, Russland. ISBN 978-5-8055-0209-6.
- Вокруг редакционного архива "Современных записок," Париж, 1920–1940: сборник статей и материалов, Verlag Новое литературное обозрение 2010, Gruppe der Autoren, Moskau, Russland. ISBN 978-5-86793-801-7.
- Transit und Transformation. Osteuropäisch-jüdische Migranten in Berlin 1918—1939, Verena Dohrn, Gertrud Pickhan (Hrsg.), Wallstein Verlag 2010, Göttingen, Deutschland. ISBN 978-3-8353-0797-1.
- Russian Jews Between the Reds and the Whites, 1917–1920, Verlag University of Pennsylvania Press 2011, Philadelphia, Pennsylvania, USA. ISBN 978-0-8122-4364-2.
- История еврейского народа в России. От разделов Польши до падения Российской империи, 2. Band, Verlag Гешарим / Мосты культуры 2012, Moskau, Russland. ISBN 978-5-93273-348-9
- «Свершилось. Пришли немцы!» Идейный коллаборационизм в СССР в период Великой Отечественной войны, Verlag Rosspen 2012, Moskau, Russland. ISBN 978-5-8243-1704-6; Verlag Rosspen 2014, Moskau, Russland. ISBN 978-5-8243-1839-5.
- Fascination and Enmity: Russia and Germany as Entangled Histories, 1914–1945 (Pitt Series in Russian and East European Studies), Verlag University of Pittsburgh Press 2012, Gruppe der Autoren. Pennsylvania, USA. ISBN 978-0-8229-6207-6.
- Спор о России: В. А. Маклаков — В. В. Шульгин. Переписка 1919—1939 гг., herausgegeben und kommentiert von Oleg Budnizkij. Verlag Rosspen 2012, Moskau, Russland. ISBN 978-5-8243-1450-2.
- Архив еврейской истории, herausgegeben und kommentiert von Oleg Budnizkij. Verlag Rosspen, Moskau, Russland. 1. Band: 2004, ISBN 5-8243-0599-4; 2. Band: 2005, ISBN 5-8243-0741-5; 3. Band: 2006, ISBN 5-8243-0599-4; 4. Band: 2007, ISBN 978-5-8243-0899-0; 5. Band: 2008, ISBN 978-5-8243-1131-0; 6. Band: 2011, ISBN 978-5-8243-1559-2; 7. Band: 2012, ISBN 978-5-8243-1635-3.
- Одесса. Жизнь в оккупации. 1941—1944, Verlag Rosspen 2013, Moskau, Russland. ISBN 978-5-8243-1836-4.
- Русско-еврейский Берлин (1920—1941), Verlag Новое литературное обозрение 2013, Moskau, Russland. ISBN 978-5-4448-0021-8.
- The Reds and the Jews, or the Comrades in Arms of the Military Reporter Liutov. The Enigma of Isaac Babel: Biography, History, Context. Edited by Gregory Freidin. Stanford: Stanford University Press, Kalifornien, USA: 2009, ISBN 978-0-8047-5903-8; 2013, ISBN 978-0-8047-7333-1.
- Jewish Thought, Utopia, and Revolution (Value Inquiry Book), Verlag Rodopi (publisher) 2014, Gruppe der Autoren. Amsterdam, Niederlande. ISBN 978-90-420-3833-2.
- The Making of Jewish Revolutionaries in the Pale of Settlement (Palgrave Studies in the History of Social Movements), Palgrave Macmillan 2014, Gruppe der Autoren. London, England. ISBN 978-1-137-43022-9.
- СССР во Второй мировой войне: оккупация, холокост, сталинизм, Verlag Rosspen 2014, Moskau, Russland. ISBN 978-5-8243-1857-9.
- Неизвестная война. Правда о Первой мировой, Verlag Библиотечка "Знание-сила" 2014, Gruppe der Autoren, 1. Band. ISBN 978-5-91865-305-0.
- Владимир Гельфанд. Дневник 1941 – 1946, herausgegeben und kommentiert von Oleg Budnizkij. Verlag Rosspen 2015, Moskau, Russland. ISBN 978-5-9953-0395-4; Verlag Knizhniki 2015, Moskau, Russland ISBN 978-5-8243-1983-5.

## Wissenschaftliche Publikation
- "Дело" Нины Берберовой, Новое литературное обозрение № 39 1999, Moskau, Russland.
- Jews, Pogroms, and the White Movement: A Historiographical Critique, Kritika: Explorations in Russian and Eurasian History, Volume 2, Number 4, Fall 2001.
- Boris Bakhmeteff’s Intellectual Legacy in American and Russian Collections, Russian and East European Books and Manuscripts in the United States. New York; London: The Haworth Information Press, Slavic & East European, Volume 4, Issue 4, 2003.
- Братство Русской Правды — последний литературный проект С.А. Соколова-Кречетова, Новое литературное обозрение №64 2003, Moskau, Russland.
- Russian Liberalism in War and Revolution, Kritika: Exploration in Russian and Eurasian History. Volume 5, Number 1, Winter 2004.
- Battling Balfour: «White Diplomacy», the Russian Orthodox Church and the Establishment of a Jewish State in Palestine, East European Jewish Affairs. Volume 34, Issue 1, 2004.
- Крушение империи и раскол российского еврейства (1917–1920), Журнал ЕВРЕИ ЕВРАЗИИ № 2 (6) 2004.
- Евреи и революция 1905 года в России: Встреча с народом, Неприкосновенный запас 2005, №6(44), Moskau, Russland.
- Еще раз о евреях и православии, Букник 2006, Moskau, Russland.
- The «Jewish Battalions» in the Red Army. In Revolution, Repression, and Revival: The Soviet Jewish Experience. Rowman & Littlefield, 2007. Lanham, MD, USA
- Русский либерализм в период войн и революций: мифы кадетской партии, Букник 2007, Moskau, Russland.
- Сотворяя смысл войны, Букник 2007, Moskau, Russland.
- Die Juden und die Tscheka: Mythen, Zahlen, Menschen, Osteuropa 58, Jr., 8–10 (2008), Berlin, Deutschland.
- The Jews and Revolution: Russian Perspectives, 1881–1918, East European Jewish Affairs. Volume 38, Issue 3, 2008.
- The Intelligentsia Meets the Enemy: Educated Soviet Officers in Defeated Germany, 1945 Kritika: Explorations in Russian and Eurasian History, Volume 10, Number 3, Summer 2009.
- Евреи на войне. Солдатские дневники, Журнал Лехаим 2010, Moskau, Russland.
- Von Berlin aus gesehen — Die Russische Revolution, die Juden und die Sowjetmacht Издательский дом ВШЭ 2010, Moskau, Russland.
- Неизученная война, Научно-популярный журнал Знание-сила № 6 2011. Moskau, Russland.
- Антисемитизм в СССР во время Второй мировой войны в контексте холокоста, Гефтер 2013, Moskau, Russland.
- Братство Русской Правды — последний литературный проект С. А. Соколова-Кречетова, Журнал Vojnik 2015.
- Реформы в России были даны под дулом револьвера, Lenta.ru 2015, Moskau, Russland.
- Победу нельзя поделить, Kommersant 2015, Moskau, Russland.
- Ленд-лиз: факты и мифы, Forbes 2015, Moskau, Russland.
- Германия не могла победить в долгой войне, Lenta.ru 2015, Moskau, Russland.
- Российский историк о недооцененных масштабах Холокоста в СССР, Deutsche Welle 2015, Bonn, Deutschland.
- Wer profitierte vom Molotow-Ribbentrop-Pakt? Eine russische Perspektive. In: A. Hilbrenner u. a.: Riss durch Europa. Die Folgen des Hitler-Stalin-Pakts. Perspektiven aus Osteuropa, Göttingen 2024, S. 60–87. ISBN 978-3-8353-5781-5.